# Rupicapra rupicapra
El rebeco o gamuza (Rupicapra rupicapra) es un bóvido de la subfamilia Caprinae  presente en algunas cadenas montañosas de Europa, como los Cárpatos, los Alpes, el Cáucaso, y ciertas zonas montañosas de los Balcanes, Eslovaquia y Turquía. 
Algunos autores clasifican los ejemplares de los Pirineos y la cordillera Cantábrica como una especie aparte: el rebeco pirenaico (Rupicapra pyrenaica). En el Pirineo Aragonés se lo conoce también como sarrio.

## Distribución
Sus poblaciones más importantes se encuentran en los Alpes (Austria, Francia, Italia, Suiza) y el Cáucaso (Azerbaiyán, Georgia, Rusia, Turquía), pero se le puede encontrar también en pequeñas poblaciones en Albania, Alemania, Bosnia y Herzegovina, Bulgaria, Croacia, Eslovaquia, Eslovenia, Grecia, Macedonia del Norte, Montenegro, Polonia y Rumania, siempre en terrenos de montaña entre los 500 y los 3100 m de altitud. Ha sido introducido también en Argentina, Nueva Zelanda y la República Checa. En verano, se les encuentra más en zonas elevadas y en invierno los rebecos bajan a tierras menos elevadas.

## Subespecies
- R. r. asiatica (este y noreste de Turquía)
- R. r. balcánica (Albania, Bulgaria y Grecia)
- R. r. carpatica (Rumania y los Cárpatos)
- R. r. cartusiana (este de Francia)
- R. r. caucásica (sur de Rusia, Georgia y Azerbaiyán)
- R. r. rupicapra (Italia, Suiza, Austria, Alemania y este de Francia)
- R. r. tatrica (Polonia y Eslovaquia)

## Descripción
La longitud del cuerpo en los ejemplares adultos oscila entre 110 y 130 centímetros, a los que hay que añadir los 3 o 4 cm aportados por la corta cola. La altura en la cruz es de 70-80 cm y el peso varía entre 20 y 30 kg. Los machos son mayores que las hembras, con los colores más oscuros y marcados y la cornamenta de mayor longitud. Esta nace hacia arriba y se curva fuertemente hacia atrás como un par de ganchos, teniendo una longitud mucho menor que el íbice. Las pezuñas son finas y altamente versátiles, capaces de hacer subir a su dueño por las rocas y el hielo sin problemas. Esto se debe al peculiar diseño de las almohadillas que ocupan la parte central de sus pezuñas.

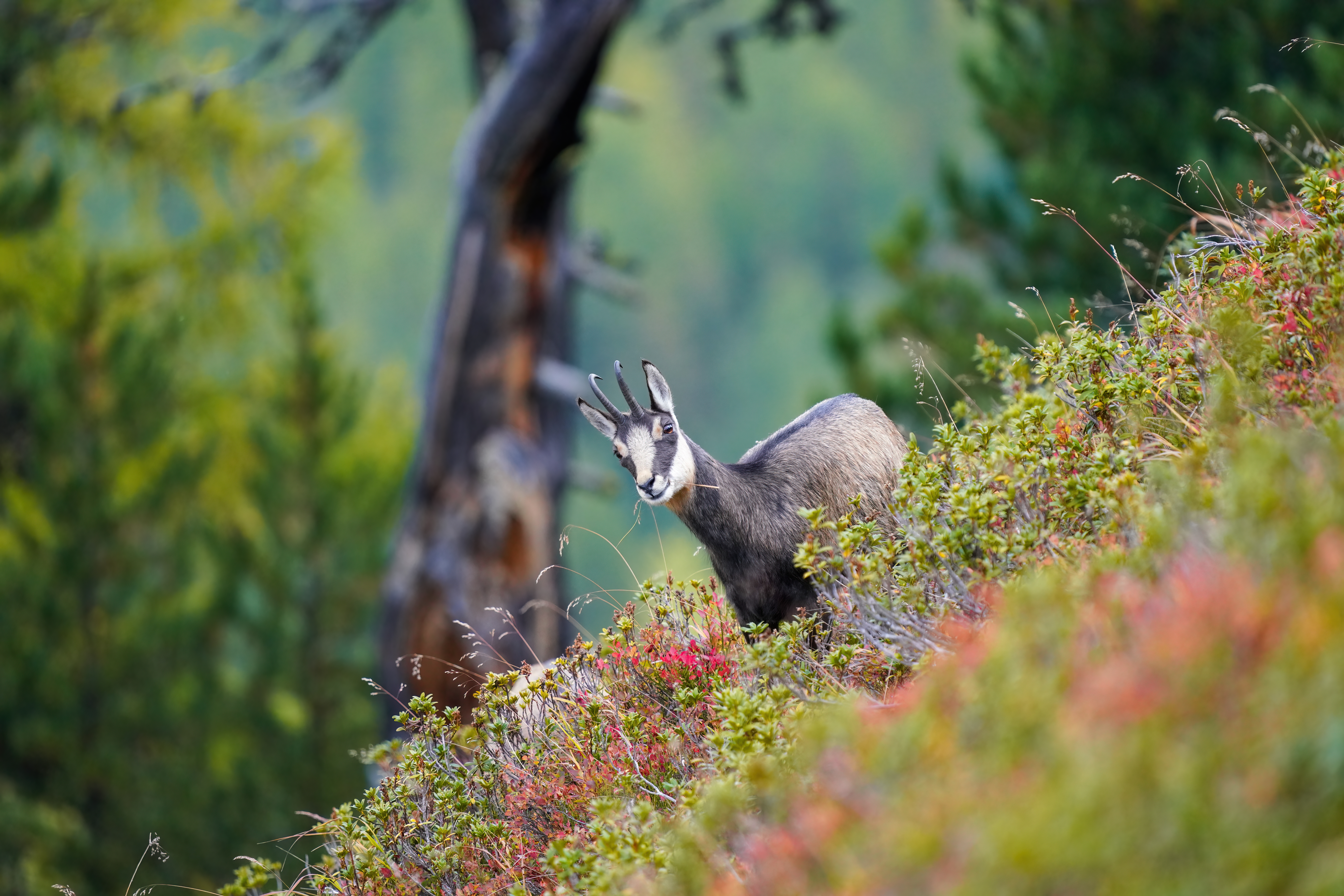
Rebeco en la Reserva Natural del Bosque de Aletsch, Suiza

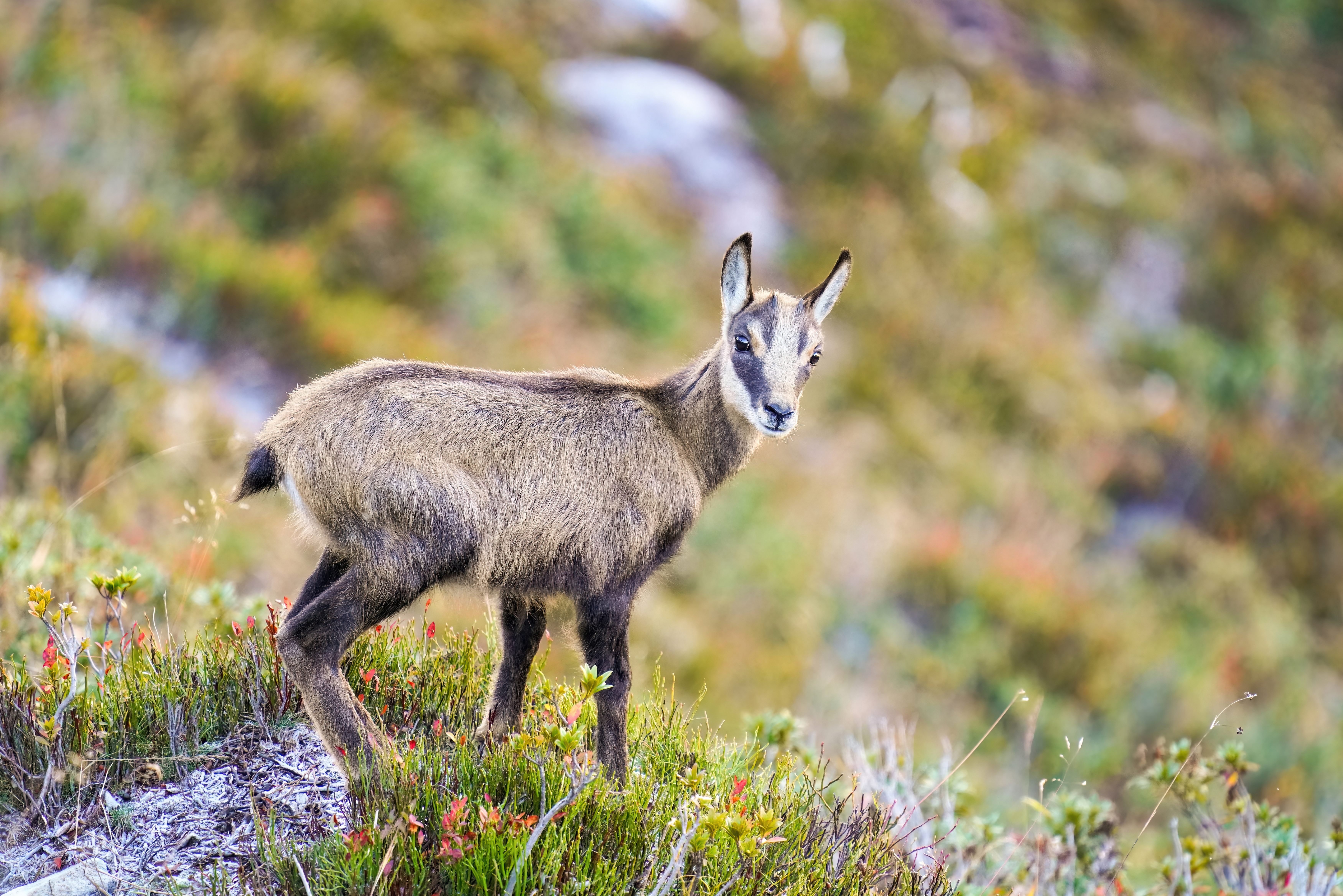
Rebeco juvenil

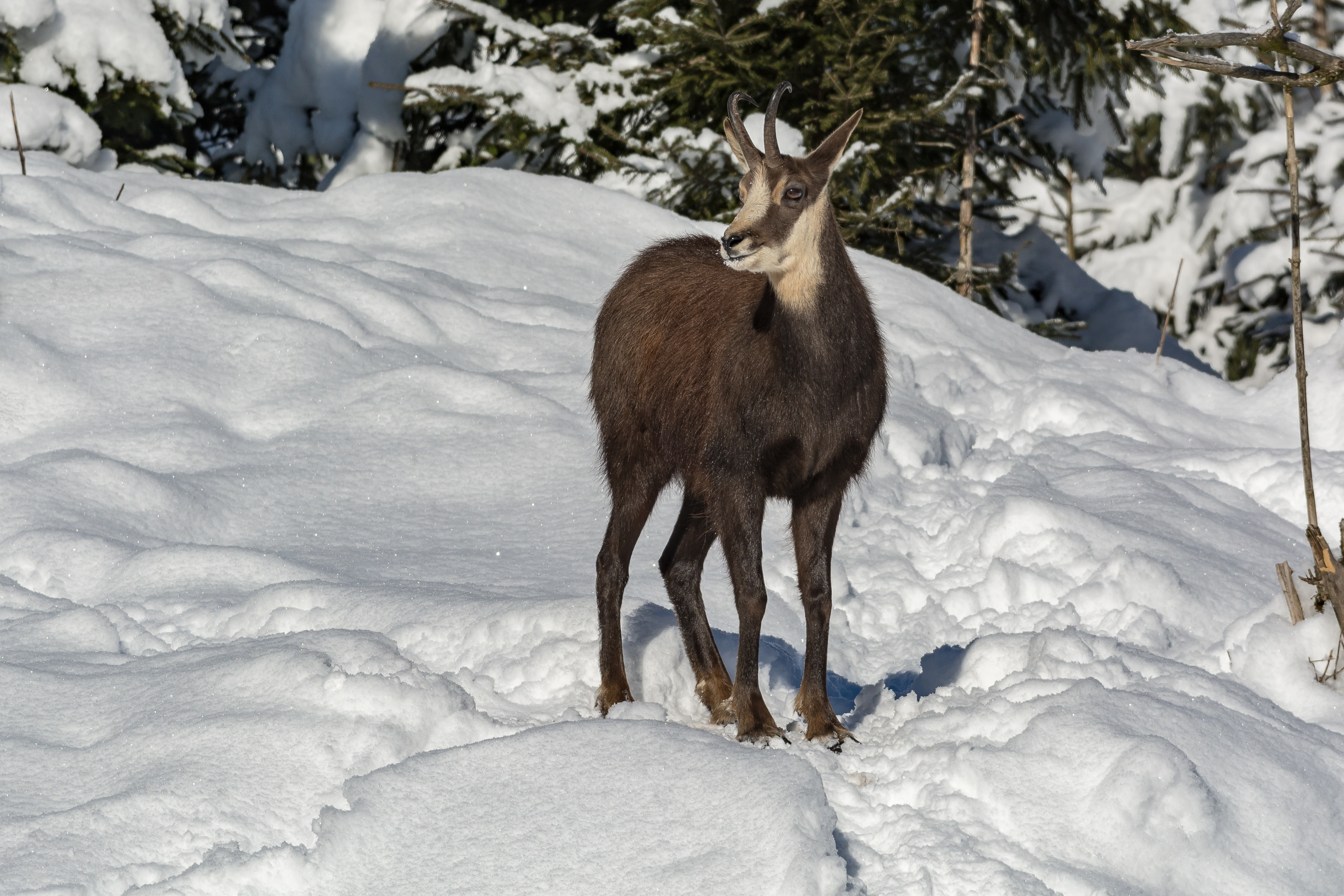
Rebeco de los Alpes

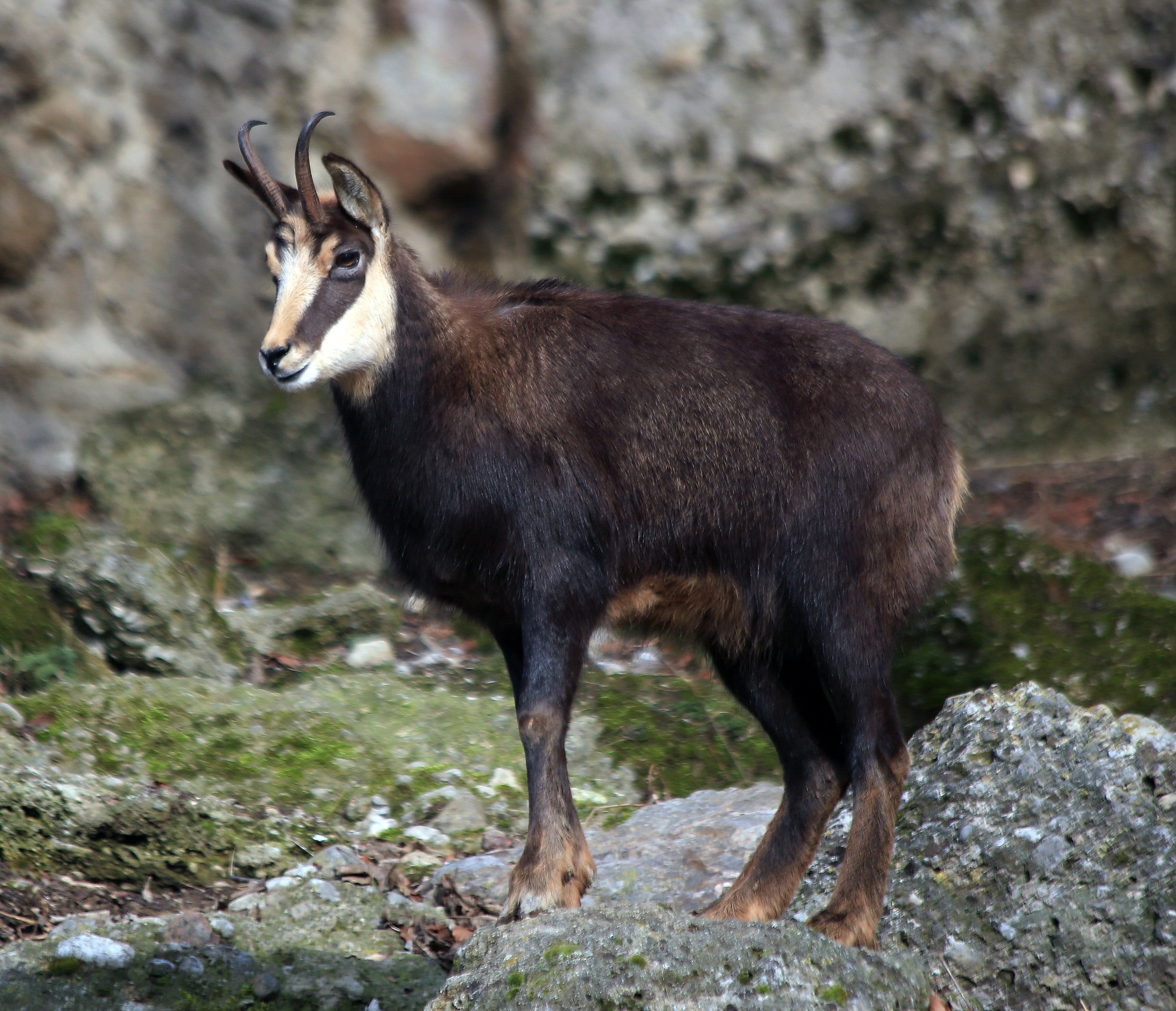
Rebeco en el zoo de Salzburgo, Austria

El color del pelaje varía según la época del año. En verano es pardo-rojizo, con el vientre, garganta, morro y glúteos de color blanquecino, estando poco marcada la transición entre un color y otro. Se observa una banda de pelaje negro desde la boca a los ojos. También es negro el dorso de la cola.
En invierno, por el contrario, el pelo es mucho más denso y oscuro. El dorso, las patas y la parte posterior del cuello se vuelve pardo oscuro o grisáceo. El negro, además de en la cola y cara (donde aumenta en extensión y sus bordes están más remarcados), se observa también formando una banda muy marcada desde la parte posterior de las orejas a la base del cuello, por la parte de delante. Estas bandas negras se continúan en la parte alta de las patas anteriores y posteriores y en los costados del cuerpo. El rostro, parte delantera del cuello, pies, vientre y glúteos son blancos.
Los rebecos son animales sociales que se mueven en pequeños grupos a la búsqueda de pastos de montaña. Estos grupos están formados solo  por machos (que también pueden ser solitarios) o solo  por hembras y sus crías, los cuales solo  se reúnen durante la época de celo. Son de costumbres diurnas, aunque al mediodía suele decrecer su actividad, que es mayor durante la mañana y a últimas horas de la tarde. La vista, olfato y oído son excelentes. Esto les ayuda a identificar rápidamente a sus depredadores, como osos, lobos, y linces. Otros peligros que acechan a los rebecos son los aludes, hasta el punto de que no es raro encontrar rebaños enteros muertos por su causa en la época de deshielo. No obstante, esta especie no solo no se considera amenazada, sino que su caza está permitida.
La esperanza de vida de estos animales es de unos 20 años.

## Reproducción

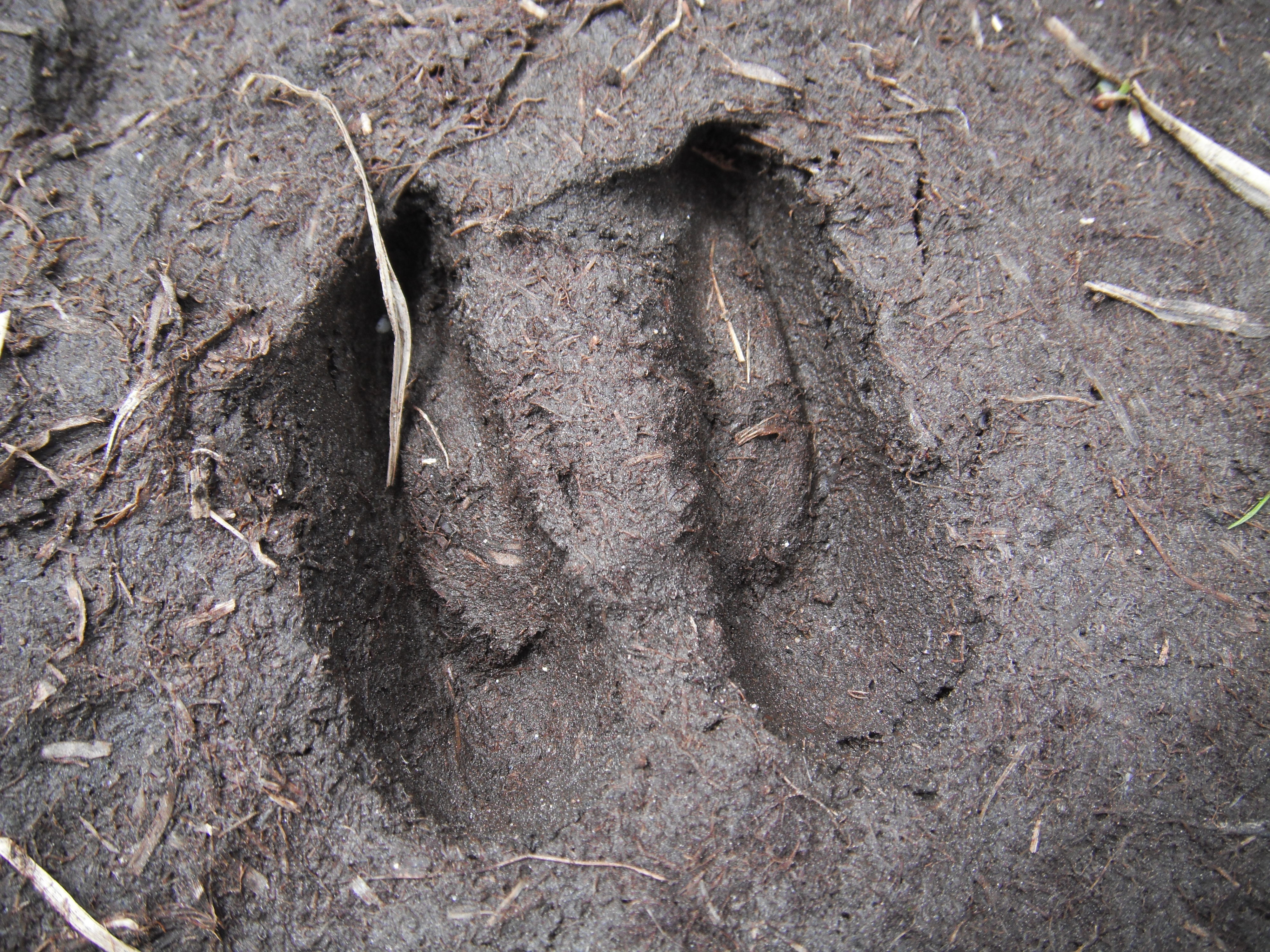
Huella del Rupicapra rupicapra en el parque nacional Rila (Bulgaria)

Los rebecos entran en celo entre noviembre y las primeras semanas de diciembre. Durante ese tiempo, los grupos de machos siguen a los de hembras y se unen a ellos, formándose entonces fuertes enfrentamientos entre los machos, que luchan cabeza contra cabeza por el derecho a reproducirse.
La gestación dura alrededor de 20 semanas, al término de las cuales nace una sola cría. Esta alcanza la madurez sexual entre los 2 y los 4 años, madurando antes las hembras que los machos.
Se han citado casos de híbridos entre rebecos y cabras, siempre estériles, pero la existencia de estos mismos híbridos no ha podido ser probada nunca de forma fehaciente.